# Скела (Прахова)
Скела (рум. Schela) насеље је у Румунији у округу Прахова у општини Бајкој. Oпштина се налази на надморској висини од 308 m.

## Становништво
Према подацима из 2002. године у насељу је живело 1075 становника, од којих су сви румунске националности.